# Chapelle Notre-Dame-des-Sept-Douleurs du Mont-Thabor
Pour les articles homonymes, voir Notre-Dame-des-Sept-Douleurs (homonymie).
La chapelle Notre-Dame-des-Sept-Douleurs du Mont-Thabor est une chapelle de France située au mont Thabor, sur le territoire communal de Névache, dans le département des Hautes-Alpes, mais rattachée à la paroisse de Melezet du diocèse de Suse, en Italie.
Située à 3 170 mètres d'altitude soit une dizaine de mètres de moins que le sommet tout proche,, elle est réputée pour être la chapelle la plus haute de France.

## Géographie

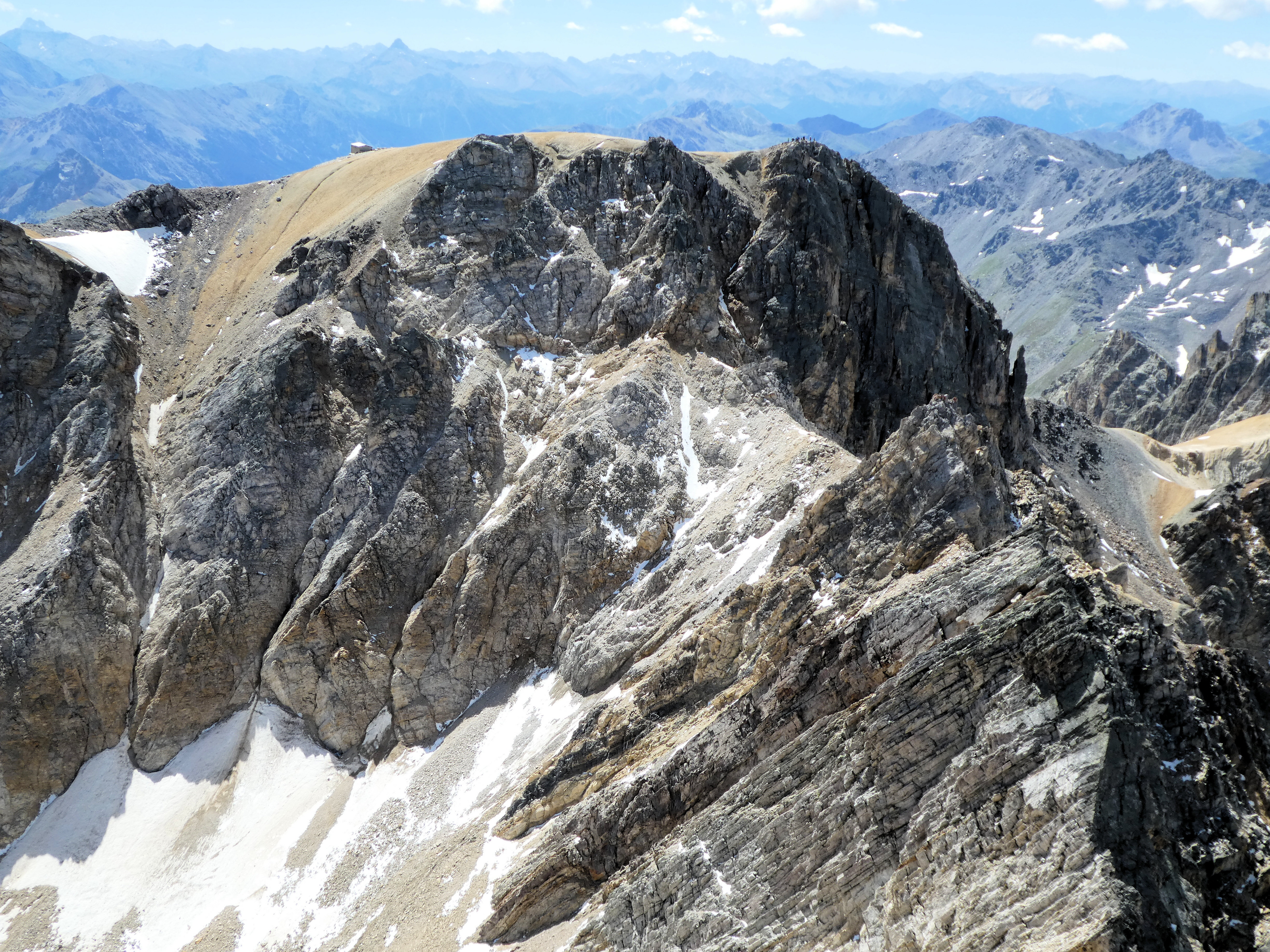
Vue du mont Thabor depuis le pic du Thabor au nord avec la chapelle à gauche du sommet, sur la croupe dominant l'ubac de la montagne.

La chapelle Notre-Dame-des-Sept-Douleurs est située dans le sud-est de la France, dans les Alpes. Elle est édifiée sur le mont Thabor, une montagne s'élevant à 3 178 mètres d'altitude et constituant le point culminant du massif des Cerces. La chapelle se trouve à 3 170 mètres d'altitude — soit dix mètres plus bas que le sommet —, sur une petite crête aux formes arrondies à 160 mètres à vol d'oiseau à l'est du sommet,. Les pentes en aval de cette face de la montagne donnent sur la vallée Étroite, petite vallée latérale au val de Suse, sur le versant italien des Alpes.
Le sommet du mont Thabor constitue le tripoint entre les limites communales de Névache au sud-est dans le département des Hautes-Alpes de la région Provence-Alpes-Côte d'Azur, de Valmeinier à l'ouest et d'Orelle au nord, toutes deux dans le département de la Savoie de la région Auvergne-Rhône-Alpes. La chapelle se trouve quant à elle sur le territoire communal de Névache dont le village se trouve à onze kilomètres au sud-sud-est à vol d'oiseau, dans la vallée de la Clarée. La limite communale avec Orelle, dont le village se trouve à près de onze kilomètres au nord dans la vallée de la Maurienne, passe à 75 mètres au nord-ouest au plus près de la chapelle, à la limite des rochers sur l'ubac de la montagne.
En 1947, avec le rattachement de la vallée Étroite à la France intégrée à la commune de Névache et le déplacement de la frontière franco-italienne vers l'est, la chapelle se retrouve sur le territoire français mais des désaccords et imprécisions subsistent sur son ou ses propriétaires et gestionnaires,. Finalement, en 2020, les mairies de Névache et de Bardonnèche conviennent que la chapelle se situe bien sur le territoire communal de Névache mais que le bâtiment est la propriété de la commune de Bardonnèche.

## Histoire

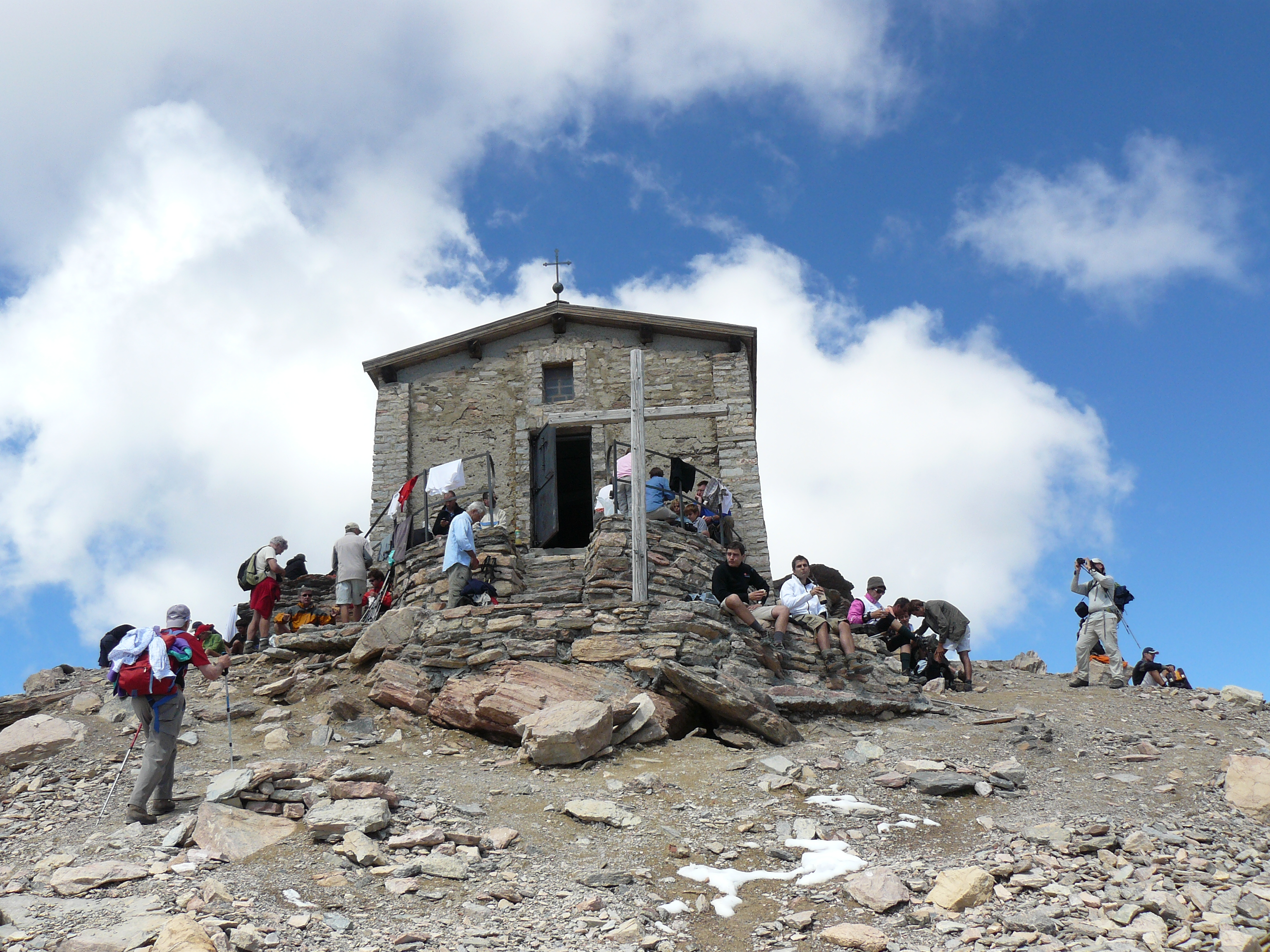
La chapelle en été en 2010.

Construite au XVe siècle, elle subit de nombreux dommages au cours des siècles, dont des incendies, ce qui entraîne de nombreuses reconstructions, remises en état et agrandissements comme ceux de 1816 et 1895-1897, la chapelle d'origine étant conservée et constituant le chœur de la chapelle actuelle.
Elle menace de s'effondrer dans les années 2020 en raison de la fonte du pergélisol sur lequel elle est érigée. Fin 2022 est prise la décision de la déplacer pierre par pierre à un nouvel emplacement restant à déterminer,.